# Гаєтт Басс
Гаєтт Анн Басс (англ. Hyatt Anne Bass) — американська письменниця, сценарист, режисер і філантроп.

## Біографія
Гаєтт Басс народилась в 1969 році на Матхеттені в сім'ї мілліардерів і фларнтропів. В 1991 завершила Принстонський університет з дипломною роботою під назвою «Гендер проти жанру: представлення жінок у п'яти фільмах»
в 2000 вона написала сценарій і зняла фільм «75 градусів в липні»
в 2009 Басс опублікувала роман «The Embers». Також фінансувала документальний фільм «Жінки, війна і мир»